# Fouquieria
Fouquieria Kunth, 1823 è un genere di piante angiosperme dell'ordine Ericales, unico genere della famiglia Fouquieriaceae DC., 1828.

## Distribuzione e habitat
Il genere è diffuso negli Stati Uniti sud-occidentali (California, Nevada, Arizona, Nuovo Messico e Texas) e in Messico.

## Tassonomia
Il genere comprende le seguenti specie:
- Fouquieria burragei Rose
- Fouquieria columnaris (Kellogg) Kellogg ex Curran
- Fouquieria diguetii (Tiegh.) I.M.Johnst.
- Fouquieria fasciculata (Humb. ex Roem. & Schult.) Nash
- Fouquieria formosa Kunth
- Fouquieria leonilae Miranda
- Fouquieria macdougalii Nash
- Fouquieria ochoterenae Miranda
- Fouquieria purpusii Brandegee
- Fouquieria shrevei I.M.Johnst.
- Fouquieria splendens Engelm.